# Lipa (gmina Lukovica)
Lipa – wieś w Słowenii, w gminie Lukovica. W 2018 roku liczyła 15 mieszkańców.